# Sloup v Čechách
Sloup v Čechách é uma comuna checa localizada na região de Liberec, distrito de Česká Lípa‎.